# Mok-Bang
Mok-Bang (auch Muk-Bang, Meokbang; Kunstwort aus mokda für „essen“ und bangsong für „Senden“) ist ein Internet-Video-Trend aus Südkorea. Dabei verzehren Menschen übergroße Portionen an Essen und filmen sich dabei. Es kommt auch vor, dass kleinere Portionen zubereitet und gegessen werden. Bei der südkoreanischen Video-Streaming-Plattform AfreecaTV werden diese Filme im Live-Streaming gezeigt. Die Streams laufen meist für eine halbe bis zu zwei Stunden. Mok-Bang entwickelte sich zu einem weltweiten Trend. Die Videoersteller nennen sich BJ, kurz für Broadcast Jockey. Finanziert werden diese über Zuschauerspenden, Werbung und Produktplatzierung.

## Wortherkunft
Das Wort Mok-Bang ist eine Wortkreuzung aus den koreanischen Begriffen für „essen“ (먹다; meokda) und „übertragen“ (방송; bangsong).

## Geschichte
Der Mok-Bang-Trend begann 2009 auf AfreecaTV.

## Gründe für die Beliebtheit von Mok-Bangs
Kim-Hae Jin, Doktorand der Chosun University in Südkorea, ist der Meinung, dass der Zuschauer durch den Broadcast Jockey indirekt sein eigenes Verlangen nach Essen stillen kann. Die BJs interagieren auch mit ihren Zuschauern, indem sie auf Kommentare und Gespräche eingehen und reagieren.
Jeff Yang argumentiert in einem Interview mit Quartz, dass Mok-Bangs ihren Ursprung in der Einsamkeit lediger Südkoreaner hätten. Darüber hinaus ist das Verzehren von Speisen in Südkorea enorm mit einer sozialen Komponente verknüpft.
Nicht zuletzt haben Mok-Bangs nun auch eine Nische in der ASMR-Sparte des Internets gefunden, wo sie mit einem sehr nahe am Mund angebrachten Mikrofon ihre Schlürf- und Kaugeräusche stark betonen.